# Stazione meteorologica di Subiaco Santa Scolastica
La stazione meteorologica di Subiaco Santa Scolastica è la stazione meteorologica di riferimento relativa all'omonima località del comune di Subiaco.

## Coordinate geografiche
La stazione meteorologica è situata nell'Italia centrale, in provincia di Roma, nel comune di Subiaco, a 511 metri s.l.m. e alle coordinate geografiche 41°55′N 13°07′E.

## Dati climatologici
Secondo i dati medi del trentennio 1961-1990, la temperatura media del mese più freddo, gennaio, è di +4,7 °C, mentre quella del mese più caldo, agosto, si attesta a +21,4 °C .
| Subiaco Santa Scolastica | Mesi | Mesi | Mesi | Mesi | Mesi | Mesi | Mesi | Mesi | Mesi | Mesi | Mesi | Mesi | Stagioni | Stagioni | Stagioni | Stagioni | Anno |
| Subiaco Santa Scolastica | Gen  | Feb  | Mar  | Apr  | Mag  | Giu  | Lug  | Ago  | Set  | Ott  | Nov  | Dic  | Inv      | Pri      | Est      | Aut      | Anno |
| ------------------------ | ---- | ---- | ---- | ---- | ---- | ---- | ---- | ---- | ---- | ---- | ---- | ---- | -------- | -------- | -------- | -------- | ---- |
| T. max. media (°C)       | 8,1  | 9,3  | 12,3 | 15,7 | 20,2 | 24,6 | 27,6 | 27,5 | 23,4 | 18,0 | 13,0 | 9,5  | 9,0      | 16,1     | 26,6     | 18,1     | 17,4 |
| T. min. media (°C)       | 1,4  | 1,8  | 3,8  | 6,6  | 9,7  | 13,1 | 15,1 | 15,3 | 13,1 | 9,3  | 6,2  | 3,2  | 2,1      | 6,7      | 14,5     | 9,5      | 8,2  |